# La Cortinada
La Cortinada – miasto w Andorze, należy do parafii Ordino. Według danych na rok 2012 liczy 743 mieszkańców.